# Portal de la Barca
El Portal de la Barca és un portal del municipi de Girona que forma part de l'Inventari del Patrimoni Arquitectònic de Catalunya. Entre el carrer d'en Jaume Pons i Martí i el carrer de la Barca hi ha un pas entre dos arcs anomenat Portal de la Barca. Només resten els dos arcs rebaixats, amb dovelles de pedra ben escairada, que sostenen un mur de maçoneria d'un gruix considerable.

## Història
Al llarg del s. XII es comença a configurar un suburbi extramurs. Però no és fins al s. XIV que els burgs de Sant Feliu i Sant Pere van ser rodejats d'una muralla, a partir de l'ordre donada pel rei Pere el Cerimoniós el 14 d'abril de 1375, que fou acabada el 22 de setembre del 1389. El portal de la Barca és l'única fortificació que avui resta d'aquesta obra. El nom el ve donat segurament per la barca que hi havia per passar a la gent d'un costat a l'altra de l'Onyar. L'any 1685 tenim notícies de l'habilitació com a casernes de dues cases situades junt a aquest pas.